# Viola Reggio Calabria 2014-2015
La Viola Reggio Calabria ha preso parte al campionato di Serie A2 2014-2015, nel girone Silver, classificandosi al 6º posto finale.

## Stagione
L'esordio in campionato della squadra è stato il 5 ottobre 2014 in casa della Universo Treviso. La Viola chiude la stagione in sesta posizione (dietro a Treviso, Ferrara, Recanati, Treviglio e Ravenna) non sufficiente per la qualificazione ai play-off promozione. Nel mese di dicembre il centro Gaetano Spera è stato ceduto in prestito al Club Pallacanestro Empoli in serie C, mentre nel mese di gennaio è stato ufficializzato l'arrivo del play-under Marco Spissu, in prestito dalla Dinamo Basket Sassari.

## Roster
|  | Naz.                                       | Ruolo | Sportivo           | Anno | Alt. |  |  |
|  | ------------------------------------------ | ----- | ------------------ | ---- | ---- |  |  |
|  | Stati Uniti (bandiera)                     | P     | Michael Deloach    | 1986 | 181  |  |  |
|  | Italia (bandiera)                          | AC    | Marco Ammannato    | 1988 | 202  |  |  |
|  | Italia (bandiera)                          | AC    | Massimo Rezzano    | 1982 | 203  |  |  |
|  | Italia (bandiera)                          | P     | Marco Rossi        | 1981 | 184  |  |  |
|  | Argentina (bandiera) · Italia (bandiera)   | G     | Juan Marcos Casini | 1980 | 190  |  |  |
|  | Stati Uniti (bandiera) · Svezia (bandiera) | GA    | Erik Rush          | 1988 | 197  |  |  |
|  | Italia (bandiera)                          | C     | Gaetano Spera      | 1993 | 209  |  |  |
|  | Italia (bandiera)                          | AG    | Ion Lupusor        | 1996 | 202  |  |  |
|  | Italia (bandiera)                          | A     | Alessandro Azzaro  | 1993 | 202  |  |  |
|  | Italia (bandiera)                          | P     | Nicola De Meo      | 1996 | 186  |  |  |
|  | Italia (bandiera)                          | P     | Marco Spissu       | 1995 | 184  |  |  |

- Allenatore: Giovanni Benedetto